# Clarkdale (microprocesador)
Clarkdale es el nombre en clave para un procesador de Intel, inicialmente vendido como Intel Core i5, Intel Core i3 y Pentium. Está estrechamente relacionado con el procesador para móvil Arrandale. Ambos utilizan dies de doble núcleo basados en Westmere de 32 nm de microarquitectura Nehalem, y lleva integrada la gráfica, PCI Express y enlaces DMI.
Clarkdale es el sucesor del procesador Wolfdale basado en una microarquitectura de 45 nm y utilizado en procesadores de escritorio Intel Core 2, Celeron y Pentium Dual-Core. Mientras Wolfdale usaba tanto north bridge como south bridge, Clarkdale ya contiene los componentes más importantes del north bridge como el controlador de memoria , PCI Express para gráfica externa, gráfica integrada y el conector DMI, haciendo posible construir sistemas más compactos sin un northbridge separado o una gráfica discreta como Lynnfield.
El procesador Clarkdale contiene dos dies:
1. El procesador de 32 nm reales con conexiones I/O
2. El controlador gráfico de 45 nm con interfaz de memoria (GMCH)

La separación física del procesador y el GMCH incrementó la latencia de memoria.
La CPUID para Clarkdale es de la familia 6, modelo 37 (2065x). El equivalente móvil de Clarkdale es Arrandale.

## Nombres de marca
Los procesadores Clarkdale se venden bajo los nombres Intel Core, Pentium y Celeron, variando sus características. Las versiones Core i5 tienen todas las  características habilitadas, a excepción del modelo Core i5-661 que carece de Intel VT-d y TXT como el Core i3, el cual tampoco soporta Turbo Boost ni las instrucciones AES. Además, las versiones Pentium y Celeron no tienen SMT, y sólo pueden utilizar una cantidad reducida de caché de tercer nivel.
La línea Xeon L340x tiene una frecuencia de reloj más baja y soporta memoria ECC sin buffer además de las características del Core i5-6xx, pero tiene deshabilitado el soporte para gráfica integrada.
Es importante que, a pesar de que el controlador de memoria en los procesadores Clarkdale está incorporado, se encuentra en un die  separado de los núcleos de la CPU, aumentando la latencia en comparación a las arquitecturas de procesador que integran el controlador en el die con los núcleos principales de la CPU.
| Nombre de marca | Modelo (lista) | Logo | L3 Caché tamaño | Potencia de diseño térmico |
| --------------- | -------------- | ---- | --------------- | -------------------------- |
| Celeron         | G1xxx          |      | 2 MB            | 73 W                       |
| Pentium         | G6xxx          |      | 3 MB            | 73 W                       |
| Core i3         | i3-5xx         |      | 4 MB            | 73 W                       |
| Core i5         | i5-6xx         |      | 4 MB            | 73–87 W                    |
| Xeon            | L340x          |      | 4 MB            | 30 W                       |